# Ebru

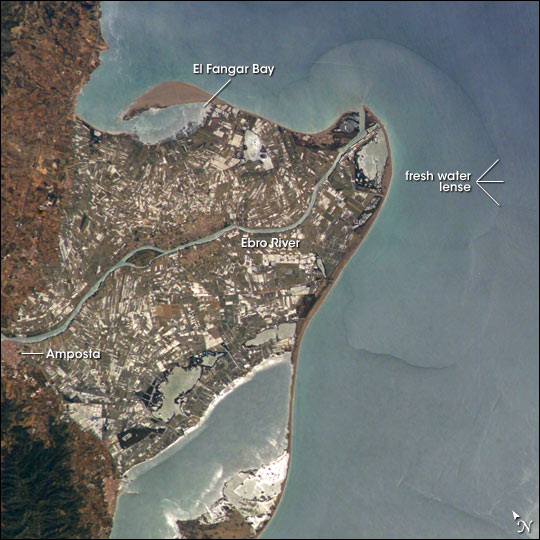
Delta Ebrului văzută din spațiu

Ebru (în spaniolă Ebro) este un fluviu din nord-estul Spaniei ce se varsă în Marea Mediterană la aproximativ 160 km de Barcelona. Este al doilea cel mai lung curs de apă din Spania și izvorăște la 70 km distanță de Oceanul Atlantic, la sud de Santander, în Munții Cantabriei. Cursul său în lungime de 600 km se întinde de-a lungul poalelor Munților Pirinei.

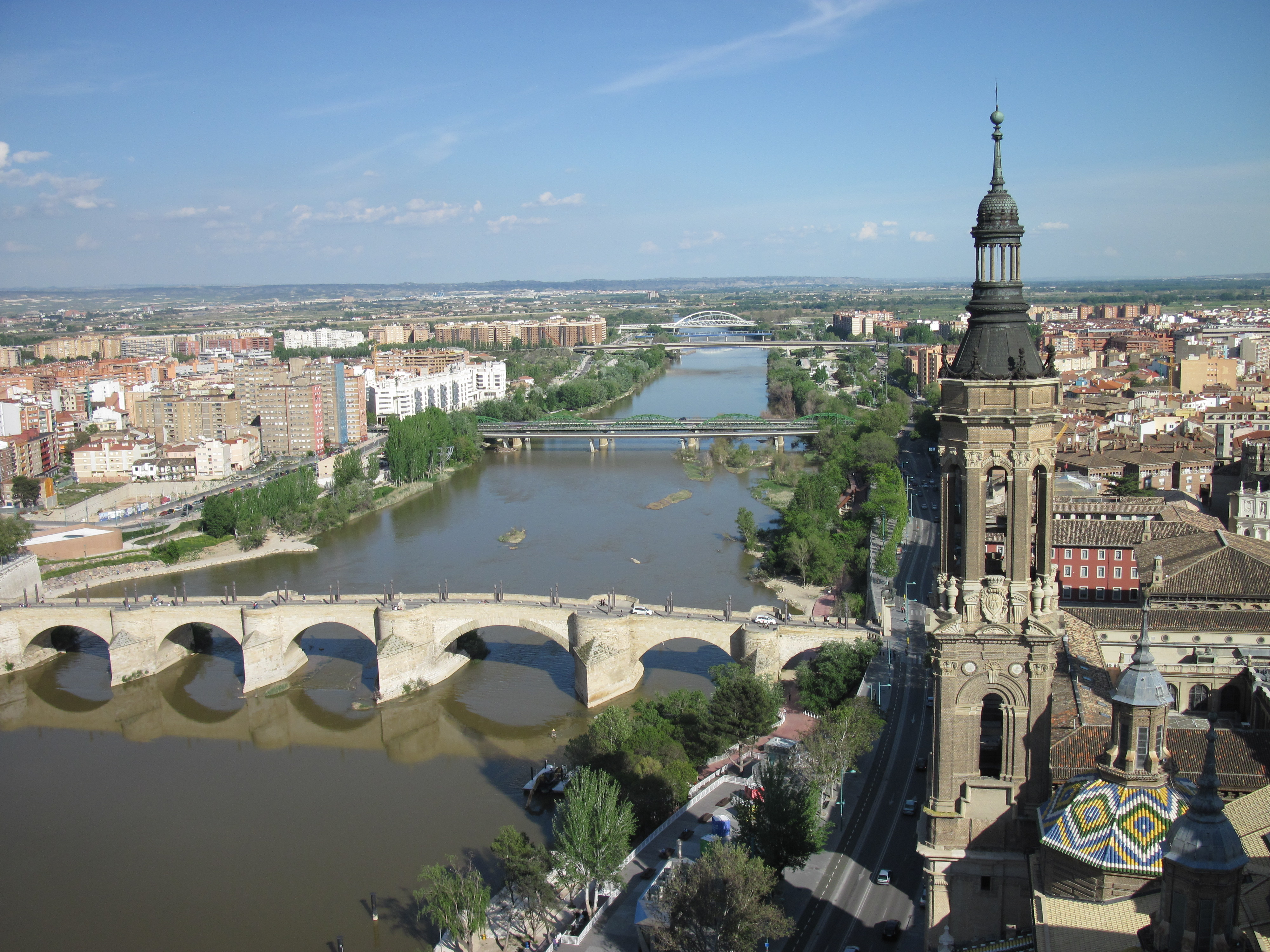
Ebro în Zaragoza

Este singurul râu din Spania care la vărsare prezintă o deltă și nu un estuar.
Fluviul este practic un paradis, nefiind afectat de către factorii antropici (adică de om). Fiind foarte lung și lat, prezintă toate tipurile de formațiuni: secțiuni cu apă adâncă lângă baraje sau mică în alte locuri, cu apa repede și învolburată lângă nenumăratele cascade sau domoală, iar delta pe care o formează la vărsare este un adevărat ecosistem neafectat încă de problemele poluării, în ciuda faptului că se află destul de aproape de unele din cele mai mari metropole ale lumii (Barcelona).
Clima este deosebit de plăcută, cu zile însorite în aproape 90% din parcursul anului. De la jumătatea lui aprilie temperaturile devin convenabile, apoi lunile mai și iunie sunt deosebit de plăcute, cu zile lungi, urmând apoi un foarte fierbinte iulie și august, după care în septembrie e din nou foarte plăcut. Octombrie și noiembrie sunt luni „curate”, ceva mai reci, dar însorite încă, urmate de un decembrie cu nopți reci, dar zile însorite și călduțe. 